# Teratophoneus
Teratophoneus là một chi khủng long, được Carr Williamson Britt & Stadtman mô tả khoa học năm 2011.